# Krajně mezní příběhy II
Krajně mezní příběhy II (v anglickém originále Anthology of Interest II) je 18. díl 3. řady amerického animovaného seriálu Futurama. V USA měl premiéru 6. ledna 2002.

## Zápletka
Profesor Farnsworth znovu spustí přístroj What-if prohlášením, že dokončil jeho „doladění“ a posádka se podívá na tři alternativní reality.

### I, Meatbag
První je Bender, který se zeptá, co by se stalo, kdyby byl člověk.
Simulace je spuštěna Profesorem Farnsworthem oznamujícím, že vynalezl proces obrácené fosilizace, která může změnit kovového robota na organickou formu života. Použije tedy svůj přístroj na obrácenou fosilizaci na Benderovi, který je úspěšně přeměněn na člověka.
Po krátké době přizpůsobování, Benderovo sebeovládání je přemoženo jeho novými smysly chuti, hmatu a emocionálního prožívání a jde na flám, aby si užil tyto smysly. O týden později, na rozhodování o Nobelově ceně, Profesor představí Bendera, který se stal pětisetkilovou hroudou.
Komise Profesora odsoudí, ale Bender je žádá, aby vzali ohled na jeho životní styl. Svobodomyslní vědci stráví noc bouřlivou prožitkářskou párty. Před rozbřeskem udělí komise Benderovi Nobelovu cenu za chemii, ale zjistí, že zemřel krátce po začátku párty.

### Raiders of the Lost Arcade
Další otázku položí Fry, který chce vidět svět jako videohru.
Na začátku simulace je Prezident Zeměkoule Richard Nixon připraven podepsat mír s velvyslancem Kongem z planety Nintendo 64. Velvyslanec Kong však zaútočí na Nixona a vyhlásí válku.
Díky značným znalostem videoher je Fry povolán na Milatarské velitelství. Přivítá jej Generál Colin Pac-Man. Když Fry sděluje své znalosti o armádě, Nintenďané započnou útok na Washington a oni jsou nuceni utéci tunelem, který se podobá bludišti z Pac-Mana.
Z tunelu vyjdou před budovou Planet Expressu (z roury ve stylu Super Mario Bros.), kde Nintenďané, vesmírní vetřelci pod vedením Lrrr, odstřelují New York. Fry je umístěn k ovládání pojízdného protiletadlového děla a začíná ničit nepřátelské lodě. Během bitvy je Generál Pac-Man zasažen a umírá.
Naneštěstí pro Zemi, Fry není schopný zničit poslední loď, která vítězně přistála na Zemi. Potom Fry napsal „ASS“ (OSEL) jako iniciály pro jeho high score; vetřelci vystoupí. Požadují miliony dolarů ve čtvrťácích, ale Pozemšťané odmítnou, protože potřebují čtvrťáky do prádelen. Kompromisu je dosaženo tak, že Nintenďané přidají své prádlo k Pozemšťanům.

### Wizzin'
Poslední, kdo položí otázku je Leela, která chce vidět její pravý domov. Když Profesor zatáhne za páku přístroje What-if, uhodí Leelu do hlavy a ta upadne na podlahu a následně do bezvědomí.
Probudí se u kormidla lodi Planet Expressu, která je uprostřed tornáda. Havaruje při přistání v ostře barevné pohádkové říši. Dobrá víla ze severu (Amy) jí řekne, že by měla najít Profesora, který žije ve Smaragdové laboratoři na Martin Luther Kingově ulici.
Po cestě potká strašáka (Fry), mechanického muže (Bender) a "dalšího hocha" (Zoidberg). Zlá čarodějnice ze západu (Mom) pošle své okřídlené opice (Walt, Larry, a Ignar), aby unesli Leelu a její přátele; Zoiberg dojel taxíkem. Zlá čarodějnice chtěla vždy dceru a nabídne Leele, aby se stala její dcerou. Leela nabídku přijme a na oslavu Bender otevře lahev šampaňského. Šampaňské pod velkým tlakem vystříkne z lahve na Zlou čarodějnici, která se následkem toho rozpustí.
Leela a ostatní pokračují v původním plánu, cestě do Smaragdové laboratoře. Tam se setkají se slavným a zapomnětlivým Profesorem. Profesor řekne Leele, že může jít domů, když zaklepe o sebe podpatky jejích bot a bude si přát jít domů. Leela však řekne: „Všude dobře… chci být čarodějnice!“ Po tomto se její oblečení změní na čarodějnické a proměnila Profesora, strašáka a robota v žáby. Její hrůzovláda netrval dlouho kvůli Zoidbergovi, který při spláchnutí zapříčiní to, že porouchaná toaleta v horním patře Smaragdové laboratoře proteče na Leelu.
Ve chvíli, kdy se roztavuje v pohádkové říši, probudí se zpátky v budově Planet Expressu, právě když ji chce Profesor pitvat.

## Kulturní odkazy

### I, Meatbag
- Název I, Meatbag je odkaz na knihu Isaaca Asimova I, Robot. Meatbag je potupa, kterou někdy používá Bender, aby ponížil své nerobotické společníky. Tento název je také podobný epizodě první sezóny „I, Roommate“.
- Benderovo oblečení je bílé tričko a volné modré kalhoty a vypadá jako napodobenina Homera Simpsona z 31. století.
- Přístroj se kterým Zoidberg vyšetřoval Bendera na předání Nobelovy ceny je lékařský trikodér z původního Star Treku.
- Když si chtěl Bender zatřást svým penisem, o kterém si myslel, že je anténa, Fry řekl: „Ne! Bůh při tom pláče!“ Toto je odkaz na staré rčení: „Bůh při masturbaci pláče“.
- Hit „Conga“ od Miami Sound Machine z roku 1986 je možné slyšet třikrát během první části: v hospodě, během Benderovy noci a během párty na setkání komise Nobelovy ceny.
- Během Bendrovy smrti profesor říká: „Dobrou noc, sladký princi“ jako Horacio po smrti Hamleta v Shakespearově Hamletovi.

### Raiders of the Lost Arcade
- Název Raiders of the Lost Arcade je odkaz na film Dobyvatelé ztracené archy (Raiders of the Lost Ark) z roku 1981.
- The Pentagon byl přejmenován na Milatari HQ jako odkaz na Atari.
- „Velvyslanec Kong“, který zaútočil na Nixona, je parodii na „Donkey Konga“, postavu ze stejnojmenné videohry. Italský velvyslanec je Mario, postava z videohry Super Mario Bros.